# Таня Царовська
Таня Царовська (мак. Тања Царовска; нар. 19 березня 1980, Битола) — македонська співачка, яка живе і працює у Скоп'є та Лондоні.

## Освіта
Царовська закінчила музичну школу в Битолі, а потім поїхала до Лондона.

## Музична кар'єра
Співати почала з раннього віку, коли брала участь у фестивалі «Золотий соловей». Пізніше вона почала виступати самостійно й уперше виступила на Скопському фестивалі веселих мелодій як наймолодший автор (15 років) в історії цього фестивалю. Після переїзду до Лондона вона почала складати музику для театральних вистав, фільмів та телевізійних шоу. Царовська виступала з низкою музикантів і продюсерів, таких як: Габрієль Яред, Джеймс Горнер, Джон Дебні, Джоселін Пук, Девід Фостер тощо. Також вона знялася в альбомі «Імпресія», удостоєному премії Греммі 2013 року, американського музиканта Кріса Ботті. Вона співає пісню «Я йду в дорогу» з фільму «Матері» Мілчо Манчевського, а також співпрацювала з герцогом Боядзієвим у його проєкті «Мрія, віра, любов».
Крім того, Царовська співала з Джошем Ґробаном у пісні «Запам'ятай мене», яка є частиною фільму «Троя». За цю пісню Царовська була номінована в категорії «Найкраща оригінальна пісня, написана до фільму» у 2004 році (World Soundtrack Awards), разом з Джеймсом Горнером (музика), Синтією Вейл (слова) та Джошем Ґробаном (виконавець). Вона також була головною вокалісткою фільму «Страсті Христові».
Як сольний автор, Таня Царовська дебютувала з альбомом «No record of Wrong».